# ニコラタウン
ニコラタウン（Nichola Town, Nicola Town）はセントクリストファー・ネイビス、クライストチャーチ・ニコラタウン教区の町。セントクリストファー島中北部の沿岸に位置する。
首都バセテールからは直線距離で約9キロメートル。西はマンションと接している。また南には教区最大の都市モリニューがある。人口は286人（2015年）。